# Leioscyta hemacroma
Leioscyta hemacroma är en insektsart som beskrevs av Fonseca och Diringshofen 1969. Leioscyta hemacroma ingår i släktet Leioscyta och familjen hornstritar. Inga underarter finns listade i Catalogue of Life.